# 팔마캄파니아
팔마 캄파니아(이탈리아어: Palma Campania)는 이탈리아 캄파니아주 나폴리현에 위치한 코무네다. 나폴리로부터 동쪽 25km 거리에 있다.